# Anaspis truquii
Anaspis truquii is een keversoort uit de familie bloemspartelkevers (Scraptiidae). De wetenschappelijke naam van de soort is voor het eerst geldig gepubliceerd in 1878 door Baudi di Selve.